# アフタス朝
アフタス朝（アラビア語: بنو الأفطس）バダホス王国は、現スペインのエストゥレマドゥーラ州州都バダホス(بطليوس)を拠点とした、ターイファ政権の一つである（1022年 - 1094年）。アフタス朝による支配は1094-5年、北アフリカのムラービト朝が当地を征服するまで続いた。

## 歴史

### 初代君主アブドゥッラー・ブン・マスラマ(イブン・アフタス)の時代（1022-1045）
アフタス朝については、史料中の言及に乏しく不明な点も多い。後ウマイヤ朝末期、1008年頃に始まる大規模なコルドバの内乱によりアル=アンダルスの各都市は分立を始める。11世紀初頭、バダホスの指導者はサーブールというサカーリバであった。彼はベルベル（アマーズィーグ）のミクナーサ族の一人アブドゥッラーを重用したが、彼はアフタス朝の創始者となるイブン・アフタスその人であった。このイブン・アフタスはサーブールの側近として政務を執り行い、サーブールの死後はバダホスの支配者となる。この後、イブン・アフタスは隣国でありタイファ諸国の中で抜きん出た国力を誇るアッバード朝セビーリャ王国との戦争を余儀なくされる。
1027年頃、イベリア半島南西部の要塞ベージャを巡りイブン・アフタスとセビーリャ王国のアッバード家の間で対立が表面化した。
ベージャに進軍したセビーリャ王国・カルモーナ王国連合軍に対し、イブン・アフタスの子ムハンマド率いるバダホス王国軍はベージャ要塞で籠城するも敗北。ムハンマドは捕虜となり、カルモーナで捕虜として留め置かれた。。
1030年、ムハンマドが解放される。1034年、セビーリャ王国による北方キリスト教国への遠征からの帰途、イブン・アル＝アフタスはセビーリャ王国軍に対し狭路で奇襲をかけ大勝利を収める。歴史家イブン・イザーリーはセビーリャ軍の様子を「類似の話を聞いたことが少しもないほどの壊滅」「恐ろしい出来事」と解説し、この時セビーリャ軍を率いていたアッバード家の王子イスマーイールは襲撃後自分の馬を食べて飢えを凌ぎながら逃亡せざるを得なかったという。
1045年、子ムハンマド（ムザッファル）に王座を譲り死去した。

### 二代目君主ムザッファルの時代（1045-1068）
彼の時代、バダホス宮廷は文化人の活動拠点となった。好学の人であった彼は非常に大規模な百科事典を著したが、同時に詩人などを雇い入れ、アフタス朝の威を示そうとした。しかし政治的には相対的な小規模人口や周辺諸国の強大化（アッバード朝セビリア王国やズンヌーン朝トレード王国、更にはカスティーリャ=レオン王国など）により劣勢に立たされ、1050年から始まる戦争ではセビリア王国に大きな被害を与えられ、カスティーリャ・レオンには貢納金を強制されたうえ1064年に要衝コインブラを奪われてしまった。ムザッファルの時代は文芸発展の時代であると共に、政治的・軍事的後退の時代でもあった。彼は1068年に亡くなるが、子ヤフヤーとウマルの間では権力闘争が生じている。

### 政治的混乱の時代（1068−）
ムザッファル死後、王位を巡り二人の息子たちはアッバード朝とズンヌーン朝にそれぞれ協力を仰いだという。最終的にはウマルがアフタス朝全土を統一した。以下、彼の尊称ムタワッキルを用いる。

### 最後の君主ムタワッキルの時代（1068-1094）
彼の時代、宮廷における文芸活動は益々盛んなものとなった。彼に仕えた文化人に、著名な詩人であるエーボラのイブン・アブドゥーン（1134年没）がいる。強力な君主亡き後のトレードに入城するもカスティーリャ=レオンのアルフォンソ6世からの攻撃に耐えきれず撤退。防衛費はかさみ、不法な税の取り立てに対して法学者や市民は王を避難するようになった。アルフォンソ6世の難を避けるため南方の強大なイスラーム国家ムラービト朝と協力し、1086年ザッラーカの戦いでカスティーリャ=レオンを打ち破る。しかしその後ムラービト朝がターイファ諸国を征服するようになると、ムタワッキルはアルフォンソ6世と協力するようになった。イスラーム法に無い重税に加えキリスト教国への弱腰に対し、1094年市民は王を見放しムラービト朝側の使者へ開城し、バダホスは制圧された。ムタワッキルは1095年に家族共々処刑され、政権としてのアフタス朝バダホス王国は終焉を迎えた。先述のイブン・アブドゥーンはアフタス朝の終焉を悼み、晩歌を捧げたという。